# Aulacus eocenicus
Aulacus eocenicus är en stekelart som beskrevs av Nel, Waller och De Ploëg 2004. Aulacus eocenicus ingår i släktet Aulacus och familjen vedlarvsteklar. Inga underarter finns listade.